# Salix capitata
Espèce
Classification APG III (2009)
Salix capitata est une espèce de plantes à fleurs de la famille des Salicaceae. C'est un petit arbre avec de minces branches fragiles au début de sa croissance et des feuilles de 3,5 à 7 centimètres de long. L'espèce est originaire de Chine. Elle est utilisée dans les opérations de reboisement.

## Description
Salix capitata atteint de 10 à 15 mètres de haut avec une couronne arrondie et une écorce fissurée. Les branches sont pileuses au début mais deviennent glabres en vieillissant. Les jeunes branches sont gris vert. Le pétiole mesure de 2 à 4 mm de long. Le limbe des feuilles va de  3,5 à 7 cm de long pour 5 à 12 mm de large. Le dessus des feuilles est vert et velu au début. Le dessous est pâle ; avec l'âge, les deux côtés de la nervure centrale deviennent duveteux ou glabres.
Salix capitata fleurit en mai.

## Distribution
L'espèce pousse naturellement en Chine, dans les provinces de Heilongjiang, Liaoning et en Mongolie intérieure, dans le Hebei et le Shaanxi, à une altitude comprise entre 100 et 300 m.